# Dexia (banque)
Dexia (Euronext : DEXB) est une banque née de l'alliance en 1996 entre le Crédit communal de Belgique (1860) et le Crédit local de France (1987). Son siège social se trouve à Bruxelles. Elle est cotée sur Euronext Bruxelles.
Entrée dans une spirale de difficultés à partir de la crise des subprimes en 2008,  Dexia est depuis 2011 un établissement bancaire en résolution ordonnée. Sa mission principale est désormais de gérer en extinction ses actifs résiduels, afin de préserver la stabilité financière et de minimiser les coûts pour les deux États garants et  actionnaires.
Dexia comptait 22 461 salariés au 31 décembre 2011. En 2019, le groupe compte 1 265 employés, qui continuent « de gérer un énorme portefeuille de prêts (172 milliards en août 2019), qu'il s'agit de liquider sans augmenter la facture pour les contribuables ». Le dernier prêt sera remboursé en 2076.

## Historique de l'entreprise

### Belgique: Crédit communal de Belgique
En 1860, le Crédit communal de Belgique est créé. Il est chargé d'octroyer des crédits aux communes pour leurs investissements. Le Crédit communal est une banque coopérative dont les communes sont sociétaires. Ainsi celles qui voudraient y emprunter devraient y prendre des parts sociales pour au moins 5 % du montant de leur emprunt.
En 1947, le réseau d'agences se développe pour collecter directement l'épargne auprès du public via des carnets de dépôts. En 1960, le réseau est professionnalisé, ce qui va permettre de diversifier les opérations et de fidéliser une clientèle de particuliers, en élargissant la gamme de produits et de services.
En 1990, l'expansion internationale de la banque commence avec la création de Cregem International Bank au Grand-Duché de Luxembourg, spécialisée dans la gestion de fortune. En 1991, Le Crédit communal continue son expansion internationale en prenant 25 % du capital de la Banque internationale à Luxembourg (BIL), première banque du Luxembourg. Début 1992, le Crédit communal détient 51 % du capital de la BIL.

### France: Crédit local de France
En 1987, le Crédit local de France est créé, sous le statut d'une société anonyme à caractère commercial, elle succède à la Caisse d'aide à l'équipement des collectivités locales (CAECL), établissement public administratif, géré par la Caisse des dépôts. Le Crédit local de France, institution financière spécialisée, pourra ainsi répondre aux besoins des collectivités locales qui, devenues des acteurs économiques majeurs, font appel au même titre que les entreprises, aux produits et services financiers offerts sur les marchés.
En 1990, le Crédit local de France entame son développement international. Celui-ci commence par l'ouverture d'une succursale américaine, CLF New York Agency. Pour continuer ce développement sur le marché européen, une première zone d'action est déterminée, concernant la Grande-Bretagne, l'Espagne, l'Allemagne et l'Italie, puis une seconde zone incluant l'Autriche, la Scandinavie et le Portugal.
En 1991, le Crédit local de France est introduit en bourse. Ainsi, l'actionnariat du Crédit local se répartit en l'État (25,5 %), la Caisse des dépôts (25 %), et les investisseurs et particuliers français et étrangers (49,5 %).

### Dexia: Groupe
En 1996, l'alliance entre le Crédit communal de Belgique, présidé par François Narmon, et le Crédit local de France donne naissance à Dexia,.
En 1997, Dexia prend une participation de 40 % dans la banque italienne Crediop, première banque privée spécialisée dans le financement des collectivités locales italiennes. En 1998, Dexia porte à hauteur de 60 % sa participation dans le capital de Crediop.
À partir de novembre 1999, le titre de Dexia est coté à Bruxelles au BEL20 et à Paris au CAC 40, et entre à la bourse de Luxembourg. Le groupe engage des développements importants dans le secteur de l'assurance en France, en Belgique et en Allemagne.
En 2000, Dexia acquiert Financial Security Assurance (FSA) aux États-Unis, l'un des leaders du rehaussement de crédit des obligations municipales ; Dexia devient le leader mondial sur le marché des services financiers au secteur public. Dexia opère à présent dans la quasi-totalité des pays de l'Union européenne. Début d'une proposition annuelle à l'ensemble des collaborateurs de souscrire à une augmentation de capital réservée.
En 2001, Dexia acquiert Artesia Banking Corporation, un groupe bancaire qui exerce des activités de banque de détail (BACOB), d'assurances (DVV) et de gestion d'actifs (Cordius). La participation dans Crediop monte à 70 %, et Dexia prend également le contrôle d'Otzar Hashilton Hamekomi, une banque israélienne spécialisée dans le financement de collectivités locales.
En 2002, Dexia intègre en son sein le réseau d'agences d'Artesia.
En 2005, Dexia fonde à parts égales avec la Royal Bank of Canada, une coentreprise nommé RBC Dexia Services aux investisseurs.
En 2006, Dexia acquiert 99,8 % de la banque turque Denizbank.

### Événements récents

#### Crise financière 2008-2009
Le 29 septembre 2008, dans le cadre de la crise des subprimes, Dexia était sous pression en raison de ses relations d'affaires supposées avec Fortis, des difficultés de sa filiale américaine Financial Security Assurance (FSA), et un crédit de plusieurs milliards à la banque allemande en péril Depfa.
En bourse, ayant connu un pic au-dessous de 20 € les années précédentes, mais après avoir perdu 7,53 % à 10,07 € le 26 septembre, le titre Dexia s'effondre, le 29 septembre, de 34,26 % à 6,62 euros. Le lendemain l'agence Moody's baissait la notation des dettes à long terme Dexia de Aa1 à Aa3, et baissait également sa notation intrinsèque à C-, sous surveillance négative.
La crise place au grand jour les erreurs de gestion, notamment financière, de Dexia. Elle n'explique pas, seule, la chute de la banque.
Dexia se trouve forcée de demander un soutien à l'État. Ce sauvetage survient dans les jours suivants, sous deux formes : 
- une injection de capital de 6,4 milliards d'euros[14], consistant en 3 milliards d'euros de l'État et des régions belges, 3 milliards d'euros de l'État français par l'intermédiaire de la Caisse des dépôts et consignations et 376 millions d'euros du gouvernement du Luxembourg ;
- une garantie d'État (effective à partir du 31 octobre 2008)[15] portant sur les nouveaux financements levés auprès des contreparties institutionnelles ou professionnelles, plafonnée à 150 milliards d’euros. La Belgique participait pour 60,5 % à la garantie, 36,5 % étant assuré par l'État français et 3 % par le Luxembourg.

Les trois États avaient une chance de profiter de leur intervention : le nouveau capital achetait des actions de Dexia à un prix de 9,90 euros et pour la garantie d'État, Dexia devait payer mensuellement. Chaque État était bénéficiaire à hauteur de son quote-part dans la garantie. Le montant garanti suivait les emprunts de Dexia sur les marchés financiers, et connaissait un pic de 100 milliards d'euros au milieu de 2009. Après avoir su vendre à nouveau des billets de trésorerie et des obligations non garanties, Dexia réussit à réduire ce montant de moitié à la fin de 2009. En 2009, Dexia paye un fee de 0,5 % sur les crédits garanties ayant un terme de moins d'un an, et 0,865 % sur les crédits de plus d'un an. La garantie est originellement censée se terminer en novembre 2010.
Le 30 septembre 2008, le groupe annonce la démission de ses deux principaux dirigeants, Pierre Richard et Axel Miller. Bruno Deletré, membre du directoire de Dexia,, avait démissionné peu avant, en juin 2008. Le 7 octobre 2008, les noms des remplaçants étaient connus : il s'agissait de Jean-Luc Dehaene et Pierre Mariani. Le 24 octobre 2008, le sénateur-maire de Dijon, François Rebsamen, membre du Parti socialiste, démissionne de ses fonctions d'administrateur de Dexia.
Fin 2008, Dexia vend les morceaux sains de FSA, cesse ses activités d'opérateur de marché à Paris, et n'est plus actif pour son propre compte sur les marchés financiers.
Des pertes additionnelles sont toujours possibles sur le portefeuille restant de FSA. Le 19 janvier 2009, Moody's dégrade la notation à long terme des trois principales filiales bancaires de Dexia (Dexia Credit Local, Dexia Banque Belgique et Dexia Banque internationale à Luxembourg) de Aa3 à A1. L'agence dégrade également leur note de stabilité financière de C- à D+.
Le 20 février 2009, le cours de l'action à la Bourse de Bruxelles chute à 1,85 euro, soit son niveau le plus bas depuis 5 ans, marquant une perte de plus de 90 % de la valeur du titre sur un an.
Le 27 février 2009, la banque annonce une perte nette de 3,3 milliards d'euros pour 2008. Le rapport annuel 2008 de Dexia mentionne entre autres des pertes de 1,6 milliard d'euros par la vente de FSA, 600 millions d'euros sur des portefeuilles et 800 millions d'euros sur des contreparties (entre autres Lehman Brothers, des banques islandaises, et Washington Mutual). Le rapport indique également que le groupe avait été victime des agissements frauduleux de Bernard Madoff, ce qui entraîne une dépréciation d'un montant de 86 millions d'euros.
Le 5 mars 2009, à la clôture de la Bourse de Bruxelles, le cours de l'action est de 1,21 euro, une perte journalière de plus de 20 %.
Dexia annonce un plan de restructuration, selon lequel le groupe va se recentrer sur ses activités primaires, et éviter les risques sur les marchés financiers. Au total, 1 500 emplois sont supprimés, dont plus de la moitié en Belgique, 260 en France, et le solde dans le reste du monde. L'action de Dexia remonte en 2009, fluctuant largement entre 4 euros et 7,50 euros. La notation de Dexia par Moody's est de Aa1 début décembre 2009.

### 2009-2010: réduction d'activités et restructuration
En 2009, le plan de transformation du groupe Dexia est mis en place. Il consiste en la cession de FSA, la réduction du profil de risque du groupe, l’adaptation de la base de coût et le recentrage sur les pays cœur de métier. En décembre, Dexia Epargne Pension est cédé.
En février 2010, la Commission européenne donne son accord sur le plan de transformation. En juin, Dexia sort du dispositif de garantie des États pour les nouvelles émissions. Le même mois, il cède sa participation dans SPE et Adinfo. Le 3 septembre 2010, NYSE Euronext annonce que Dexia, conjointement avec Lagardère, sortira du CAC 40 au profit de Publicis et de Natixis. Dexia rejoint le CAC Next 20.
Le 6 février 2010, Dexia annonce que la Commission européenne a, sous certaines conditions, approuvé le plan de restructuration qui était nécessaire pour justifier le soutien de l’État et pour compenser les distorsions de concurrence résultant de l’aide,. Ces conditions sont que certaines acquisitions doivent être vendues d’ici 2013  (Dexia Crediop, Dexia Sabadell et Dexia Banka Slovensko) mais les activités très prometteuses en Turquie pourront continuer. De plus, d’ici octobre 2010, le dispositif de garantie des financements par les États doit être abandonné pour les nouvelles émissions. Au total, Dexia doit réduire d’un tiers sa taille d’ici 2014.
Le métier classique (banque de détail et commerciale) dégage en 2010 une portion du résultat de nouveau en hausse ; outre la Belgique et la France, c’est surtout la Turquie qui poursuit une expansion rapide dans ce domaine. Tant et si bien que l'on prédit que d’ici 2014 la moitié des employés travailleront en Turquie. En même temps, les cash-flows sortants sont limités en réduisant le portefeuille d’obligations. Au quatrième trimestre 2010, Dexia a cédé 52,4 milliards d’euros d’actifs depuis 2008, à un coût maîtrisé mais largement en cause des moindres résultats de 2010.
En juillet 2010, Dexia passe avec succès le test de résistance. Le ratio tier one obtenu par la banque franco-belge pendant l'exercice de stress fut supérieur à celui de BNP Paribas, de la Société générale ou du Crédit agricole.
Sur l'ensemble de l'année 2010, la situation financière de Dexia s'améliore, permettant une sortie totale et anticipée du système des garanties d’État. Les facteurs de cette amélioration étaient l'augmentation des dépôts de clients individuels, la diminution du portefeuille d'obligations, donc des intérêts à payer et la diminution des emprunts au secteur public.

### 2011 - 2012

#### Résumé
En 2011, Dexia exerce ses activités principalement en Belgique, au Luxembourg, en France et en Turquie dans les domaines de la banque de détail et commerciale, de l'offre de prêts et de services au secteur public local, de la gestion d'actifs et des services aux investisseurs.
À la suite de l'aggravation de la crise des dettes souveraines européennes, aux tensions qu'elle a provoquées sur le marché interbancaire et de graves erreurs de gestion, Dexia, au bord de la faillite, annonce le 4 octobre 2011 des mesures auxquelles les États belge, français et luxembourgeois ont apporté leur soutien.
Dans un communiqué du 10 octobre 2011, le conseil d'administration de Dexia SA annonce une série de mesures visant à stabiliser la situation de liquidité du groupe : 
- acquisition par l'État belge de 100 % des parts du groupe Dexia SA dans sa filiale Dexia Banque Belgique qui, à partir du 1er mars 2012, porte le nom de Belfius ;
- participation de Dexia au dispositif de garantie de financement décidé par les États belge, français et luxembourgeois à hauteur de 90 milliards d'euros minimum au bénéfice de Dexia SA et de sa filiale Dexia Crédit local  ;
- négociation d'un accord avec la Caisse des dépôts et consignations et la Banque postale relatif au financement des collectivités locales françaises  ;
- confirmation de l'entrée en négociations exclusives en vue de la cession de Dexia Banque Internationale à Luxembourg à un groupement d'investisseurs internationaux, auquel participera l'État du Luxembourg.

Dans son rapport annuel 2011, la banque fait le point sur l'avancée des mesures structurelles en cours :
- cession à l'État belge le 20 octobre 2011 de Dexia Banque Belgique, désormais Belfius Banque & Assurances  ;
- accord de cession signé le 5 avril 2012 selon les termes duquel la banque cédera à Précision Capital et au Grand-Duché de Luxembourg sa participation de 99,906 % dans Dexia Banque Internationale à Luxembourg  ;
- accord de cession le 3 avril 2012 avec la Banque royale du Canada en vue de la vente de sa participation de 50 % dans RBC Dexia Investor Services  ;
- lancement du processus de vente de Dexia Asset Management et de discussions en vue de la cession de DenizBank  ;
- formalisation le 16 mars 2012 avec l'État français, la Caisse des dépôts et la Banque postale d'un protocole d'intentions pour la reprise de ses activités de financement du secteur public local en France  ;

Les États belge, français et luxembourgeois ont transmis le 21 mars 2012 à la Commission européenne un plan contenant la stratégie, le plan d'affaires ainsi qu'une présentation des perspectives du groupe prenant en compte la cession d'entités et l'obtention de la garantie définitive sur ses financements de 90 milliards d'euros à un coût supportable pour le groupe.
« L'affaire Dexia » reste considérée par certains médias comme étant « la plus grande catastrophe de l'histoire de la banque en France » et « le fiasco le plus cher de l’histoire des banques en Europe ». Selon la Cour des comptes, la faillite de Dexia a coûté au moins 6,6 milliards d'euros à l'État français et au moins autant à l'État belge.

#### Déroulement

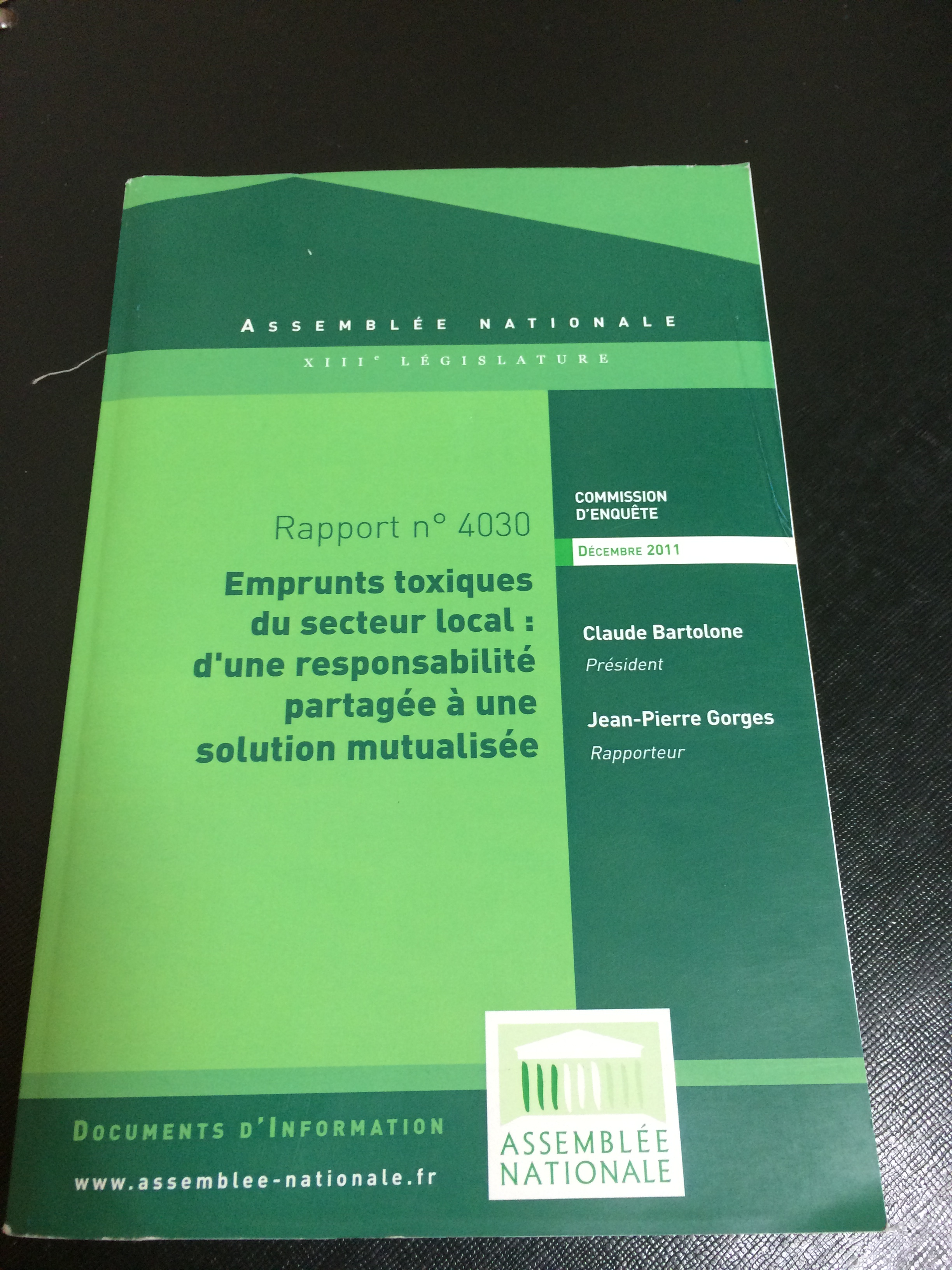
Rapport de la commission d'enquête parlementaire sur les emprunts toxiques présidée par Claude Bartolone.

Dexia et La Banque postale se mettaient d'accord en janvier 2011 sur la souscription, par La Banque postale française, à des émissions d'obligations sécurisées (en anglais : covered bonds) de Dexia pour un montant de trois milliards d'euros. Pour La Banque postale un placement à conditions de marché, et pour Dexia une source supplémentaire de fonds liquides.
En avril, des tensions opposent les dirigeants belges au président directeur général français, Pierre Mariani, et concernent d'un côté les placements déficitaires ayant été initiés surtout dans la filiale française de Dexia, et les moyens liquides principalement présents en Belgique de l'autre côté.
En mai, les agences de notation dégradent de nouveau Dexia. Pierre Mariani commence à travailler à un scénario de repli définitif.
Le 7 juillet 2011, les résultats des derniers tests de résistance montrent que Dexia les a passés avec succès, mieux que BNP Paribas, Société générale ou le Crédit agricole, mais cette annonce n'enraye pas la descente aux enfers du groupe, toujours plombé par des créances douteuses.
Le 4 octobre 2011, un communiqué annonce le prochain démantèlement de la banque, pour éviter sa faillite. Elle devrait être « démantelée » entre une « bad bank » destinée à recueillir 80 milliards d'euros d'actifs « toxiques », et des entités séparées,. Le titre Dexia clôture en bourse sur une chute de plus de 22 % à 1,01 €.
Le jeudi 6 octobre 2011 dans l'après-midi, la cotation du titre Dexia est suspendue à la suite de la demande du régulateur belge, « après une nouvelle dégringolade ». L'action vaut alors 0,85 €. La cotation reprend le lundi suivant (10 octobre 2011) dans l'après-midi (14 h 38).
Le 10 octobre 2011 dans la matinée, l'État belge annonce la fin des négociations avec le ministère public français et qu'un accord est trouvé avec Dexia SA sur la nationalisation complète de Dexia Banque Belgique pour un montant total de quatre milliards d'euros. L'État belge assurera en outre 60,5 % du financement de la « bad bank ».
En novembre, la direction présente une estimation de pertes d'un montant supérieur à dix milliards d'euros pour l'année en cours.
En 2011, 665 postes de salariés sont supprimés dont soixante-dix en France.
Le 23 février 2012, la banque annonce une perte d'un montant de 11,6 milliards d'euros pour l'année 2011. Elle est due essentiellement à la décote sur les titres souverains grecs et à la vente à perte de plusieurs filiales dans le cadre des mesures structurelles prises en octobre 2011. La banque estime que sa survie dépend de l'approbation de son plan de sauvetage par l'Union européenne et d'une garantie à coût supportable de 90 milliards des États belge et français. L'objectif du plan est de faire reprendre indirectement par La Banque postale et la CDC l'activité de financement des collectivités. Toutefois, le financement des hôpitaux et des SEM demeurent incertain . En revanche, la direction a pris la décision d'arrêter l'activité de financement de projets, activité où la banque fut un des leaders mondiaux.
En octobre 2012, les 323 salariés du réseau commercial sont licenciés en France dans le cadre d'un plan social.

### 2013-2014
En 2013, la Société de financement local, banque entièrement publique, reprend son activité de financement du secteur public local, en partenariat avec la CDC et la Banque postale. Le groupe a déjà réalisé à la fin du premier semestre le résultat escompté pour la fin de l'année : perte nette de 905 millions.
En 2013, le holding cherche à revendre sa filiale IT, Dexia Technology Services. Plusieurs candidats repreneurs sont en lice : Fujitsu, Accenture, Belgacom et IBM. Après un retrait des autres candidats repreneurs, et un accord entre Belgacom et IBM, cette dernière rachète la filiale en décembre pour un montant de 1,3 milliard de dollars,.
En octobre 2014, Dexia échoue avec 24 autres banques aux tests de résistances de la banque centrale européenne et de l'autorité bancaire européenne.

## Directions

### Directions
- Pierre Richard : 1993,
- Axel Miller jusqu'en 2008[55],[56],
- Pierre Mariani : 2008[55]-2012[57],
- Karel De Boeck : 2012[57]

### Présidences
- Pierre Richard : 1999-2008[55],[56],
- Jean-Luc Dehaene : 2008[55]-2012[57],
- Robert de Metz : 2012[57]-2022[58],
- Gilles Denoyel : 2022[58]

## Identité visuelle (logotype)

Logo de Dexia jusqu'en mars 2012
Logo de Dexia à partir du 1er mars 2012.

## Activité
Au 31 décembre 2011, Dexia compte 22 461 salariés. À la même date, ses fonds propres de base s’élèvent à 7,6 milliards d’euros et son ratio des fonds propres de base (Tier 1, Bâle II), à 7,6 %. 
En 2011, Dexia exerce ses activités principalement en Belgique, au Luxembourg, en France et en Turquie dans les domaines de la banque de détail et commerciale, de l'offre de prêts et de services au secteur public local, de la gestion d'actifs et des services aux investisseurs.

### Bourse
L'action Dexia est cotée au NYSE Euronext Bruxelles (Belgique).
| Année | Dernier cours de clôture au 31 décembre |
| ----- | --------------------------------------- |
| 2001  | 15,8 €                                  |
| 2002  | 11,9 €                                  |
| 2003  | 13,7 €                                  |
| 2004  | 16,9 €                                  |
| 2005  | 19,5 €                                  |
| 2006  | 20,8 €                                  |

| Année | Dernier cours de clôture au 31 décembre |
| ----- | --------------------------------------- |
| 2007  | 17,0 €                                  |
| 2008  | 3,2 €                                   |
| 2009  | 4,5 €                                   |
| 2010  | 2,6 €                                   |
| 2011  | 0,297 €                                 |
| 2012  | 0,07 €                                  |
| 2013  | 0,04 €                                  |

### Actionnariat
| Actionnaires                                           | % 2008 | % 2009 | % 2010 | % 2011 |
| ------------------------------------------------------ | ------ | ------ | ------ | ------ |
| Actionnaires institutionnels et individuels (flottant) | 40,7   | 26.7   | 28.1   | 30.3   |
| Caisse des dépôts et consignations                     | 11,8   | 17,6   | 17,6   | 17,6   |
| Holding Communal                                       | 17,0   | 14,1   | 14,1   | 14,3   |
| groupe ARCO                                            | 18,1   | 13,9   | 13,8   | 12,0   |
| État français                                          | 0,0    | 5,7    | 5,7    | 5,7    |
| État belge                                             | 0,0    | 5,7    | 5,7    | 5,7    |
| Trois régions belges                                   | 0,0    | 5,7    | 5,7    | 5,7    |
| groupe Ethias                                          | 6,4    | 5,0    | 5,0    | 5,0    |
| CNP Assurances                                         | 2,0    | 3,0    | 3,0    | 3,0    |
| Actionnariat salarié                                   | 3,9    | 2,6    | 1,1    | 0,6    |

### Information financière
| Année | Revenus (€)     | Résultat net part du groupe (€) |
| ----- | --------------- | ------------------------------- |
| 2005  | 5 976 millions  | 2 038 millions                  |
| 2006  | 7 012 millions  | 2 750 millions                  |
| 2007  | 6 896 millions  | 2 533 millions                  |
| 2008  | 3 556 millions  | -3 326 millions                 |
| 2009  | 6 163 millions  | 1 010 millions                  |
| 2010  | 1 562 millions  | 723 millions                    |
| 2011  | -4 383 millions | -11 639 millions                |

## Polémiques

### Pays-Bas
Dexia avait de grandes ambitions aux Pays-Bas, et achetait la Banque Labouchère de l'assureur néerlandais Aegon en août 2000 au pic des marchés. En plus, la banque d'affaires Kempen & Co était acquise en 2001 et enlevée de la bourse pour environ 1 milliard d'euros. Les deux entreprises  Labouchère and Kempen & Co fusionnaient en Dexia Pays-Bas.
Il fallait néanmoins annuler cette fusion à cause d'une affaire de leasing d'actions qui menaçait la réputation de Kempen & Co. Finalement, l'affaire de leasing d'actions engendrait tant de publicité négative pour Dexia aux Pays-Bas que le groupe a décidé de réduire ses activités néerlandaises. En 2004, Kempen & Co était vendu pour environ 85 millions d'euros, une fraction du prix d'achat, à sa direction, le Friesland Bank, NPM Capital et HAL Investments.
Dexia Banque Pays-Bas continue à régler des contrats de leasing d'actions sous le nom commercial de Legio Lease, tout comme les accords et les affaires judiciaires correspondants. Dexia a subi des pertes considérables en mars 2008, après un verdict de la Haute Cour des Pays-Bas traitant de la légalité de leasing d'actions, les contrats étant considérés nuls pour des couples mariés dont les deux partenaires n'avaient pas signé. Dexia en conséquence devait rembourser ces dettes plus intérêts courus. Heureusement pour Dexia, beaucoup de clients avaient déjà consenti à un accord Duisenberg moins favorable et ne pouvaient plus revenir en arrière. Finalement seulement 3 000 des centaines de milliers de clients de LegioLease ont profité de ce verdict de la Haute Cour.

### Questions éthiques
Selon une enquête de l'organisation Netwerk Vlaanderen, Dexia a investi en 2005 avec AXA, Fortis, ING et KBC plus de 6,6 milliards d'euros dans des entreprises impliquées dans des violations des droits de l'homme. Les critiques concernent entre autres des investissements dans un pipeline de gaz en Birmanie et le pipeline BTC à travers la Turquie, l'Azerbaïdjan et la Géorgie. En 2005 Dexia a annoncé une nouvelle politique concernant l'industrie des armes. Les entreprises impliquées dans la production de mines antipersonnel seront complètement exclues des services bancaires. Pour les fonds d'investissements il n'existe aucune limite d'investissements dans l'industrie des armes.

### Dexia Israël: Financement de colonies israéliennes dans les territoires occupés
Depuis 2009, 80 associations et communes belges, et diverses ONG belges et françaises de défenseurs de droits de l’homme et de la cause palestinienne, organisent des campagnes d'information et de pression sur le financement des colonies israéliennes dans les territoires palestiniens occupés de Cisjordanie par Dexia Israël, filiale à 65 % du groupe Dexia via Dexia Crédit Local,,.
En 2011, la filiale israélienne était sur le point d'être revendue,. En mai 2011, la direction de Dexia indiquait qu'elle était prête à vendre sa participation dans Dexia Israël « même à perte ».
En 2014, le rapport de l’ONU du rapporteur spécial Richard Falk sur la situation des droits de l’homme dans les territoires palestiniens occupés par Israël depuis 1967 accuse la banque Dexia et ses actionnaires, la France et la Belgique, de soutenir les colonies israéliennes. Il est reproché à la filiale détenue à 65 % par Dexia, « en octroyant des crédits et des prêts hypothécaires et en faisant de la publicité pour des biens immobiliers dans les colonies et en vendant ces biens, fournissant une assistance en connaissance de cause. ».
Une plainte pour crimes de guerre et blanchiment d'argent est déposée en février 2017 contre la holding de Dexia.
En mars 2018, Dexia Israël est vendu pour 82 millions euros.

### France
Le 20 septembre 2011, Libération rapporte que les emprunts faits par les collectivités territoriales auprès de la banque engendreront d'importants surcoûts, estimés à 3,9 milliards d'euros en 2009. Le journal parle « d’emprunts toxiques ». La banque rejette les chiffres diffusés, les qualifiant d'erronés et tronqués, ainsi que l'interprétation donnée par le journal, expliquant notamment n'avoir fait que répondre à des appels d'offres,.
Le 3 octobre 2011 au soir (après la fermeture des bourses européennes), Dexia indique avoir « demandé à l’administrateur délégué de préparer, en concertation avec les États et les autorités de contrôle, les mesures nécessaires pour résoudre les problèmes structurels qui pénalisent les activités opérationnelles du groupe et ouvrir de nouvelles perspectives de développement à ses franchises commerciales historiques en Belgique et en France », tout en réaffirmant avoir réussi à développer la solvabilité et la rentabilité de ses activités commerciales depuis le plan de restructuration de 2008 approuvé par la Commission européenne. Le même communiqué indique que les besoins de financement de la banque ont été réduits, conformément au plan qui avait déjà prévu la réduction de son bilan par la cession effective de certaines filiales, et que les activités de banque de détail dans ses filiales de Belgique, Luxembourg et Turquie ont accru leurs bénéfices et réduit « considérablement » leur exposition aux risques de marché, ce qui place ces filiales dans une meilleure situation que celle de la holding, mais ne mentionne pas de progrès dans les activités de banque de détail dans sa filiale française (une activité toutefois très minoritaire au regard de celle des filiales belge et luxembourgeoise). Le gros problème reste celui de la « taille importante du portefeuille d’actifs non stratégiques (dits legacy) » qui pèse très lourdement sur les résultats du groupe, en dépit des bons résultats et de la « qualité de crédit » de ses filiales (les actifs stratégiques du groupe), et qui n'a pas permis d’annuler suffisamment ses besoins de financement à court terme (malgré une baisse depuis 2008 de 164 milliards d’euros de ces besoins, alors que le marché ne peut actuellement répondre à la demande de financement restante dans des conditions financièrement soutenables, pour son portefeuille de crédits à risque restant d’environ 95 milliards d’euros, qui trouvent difficilement preneurs sur les marchés).
Le 4 octobre 2011, le scénario d'un démantèlement de Dexia est évoqué dans la presse française, belge et internationale. L'action en bourse de la holding s’effondre de 37,7 % à 0,81 € par action en début de séance à Paris et Bruxelles, contre 1,18 € en fermeture la veille (avant de se reprendre à 1,10 € en mi-séance, à la suite des déclarations de garanties apportées par le gouvernement français à la fois aux particuliers et aux collectivités). Le journal Les Échos indique que les administrateurs de la banque envisagent de créer une bad bank, c’est-à-dire une structure de défaisance regroupant les actifs toxiques pour être progressivement liquidés, tandis que les activités de dépôts et livrets régulés des particuliers garantis par chacun des deux États belge et français (à hauteur de 100 000 euros par personne en France) rejoindraient les activités d'une banque publique ou semi-publique de chaque pays ; avec pour la France des actifs détenus par la Banque postale et la Caisse des dépôts et consignations dans la nouvelle entité (et peut-être d’autres banques souhaitant y participer) et un contrôle direct temporaire par la Banque de France et la Banque de Belgique (en concertation avec la BCE dont elles sont membres au titre des émissions monétaires en euros et garanties dans d’autres devises et valeurs monétaires). Les activités de crédits aux collectivités et les activités de gestion de compte titres à risque sur les marchés seraient séparées des nouvelles banques aux particuliers issues du démantèlement. D’autres solutions seront aussi nécessaires pour les activités dans le domaine des assurances, fonds de retraite et services financiers annexes gérés par Dexia ou par les filiales détenues ou contrôlées par Dexia (activités qui pourraient devenir indépendantes ou pourraient être cédées dans le cadre de la liquidation des passifs).
Le même jour, la Commission européenne rappelle que toute nouvelle aide en provenance d'un État doit lui être notifiée avant de pouvoir être approuvée. Une réunion d’urgence des gouvernements nationaux et régionaux français et belges est prévue le mardi 5 octobre pour « faire le point » sur la situation de la banque et les conditions d’octroi d’une aide au groupe ou de son démantèlement, dans des conditions compatibles avec le règlement européen. Il n’est toutefois pas envisagé de séparation des activités bancaires et d'assurances concernant la Belgique, ce qui nécessiterait alors un apport plus important de garanties par le gouvernement français que par le gouvernement belge et ses trois régions, en dépit d'une participation plus faible de la France dans l'actionnariat du groupe. En cas de désaccord sur les hauteurs relatives de participation de l'aide apportée par chacun des deux gouvernements, la scission du groupe (notamment celle de ses activités en France, qui seraient nationalisées via les banques publiques) semble donc inévitable à court terme, pour restaurer la confiance des marchés dans les filiales rentables d’un groupe lourdement endetté. En cas de démantèlement du groupe, ce ne serait pas sans conséquence sur la notation de la dette souveraine française, puisque les activités françaises sont énormément plus exposées par les « crédits toxiques » aux collectivités, que les filiales du Benelux soutenues par leur activité de banque de détail rentable et pour lesquelles les garanties aux particuliers par le gouvernement belge seraient plus faciles à financer (voire non nécessaires).
Dans l'immédiat, les syndicats du groupe indiquent à l'AFP que l'ensemble des activités du groupe est « à vendre », les premières cessions pouvant concerner la filiale turque profitable (Denizbank) ainsi que la banque de détail belge (l’ancien Crédit communal de Belgique). La banque française de crédit aux collectivités, si elle était séparée, allégerait à elle seule le groupe Dexia de près de 70 milliards d'actifs toxiques sur les 95 milliards restant à financer, et pourrait suffire à rétablir la rentabilité du groupe grâce aux apports des autres filiales bénéficiaires.
Mais un tel démantèlement ne serait pas sans conséquence sur d'autres banques françaises (notamment le Crédit agricole, BNP Paribas, la Société générale et Natixis), déjà très exposées aux risques des dettes souveraines européennes, dont les cours connaissent à nouveau le 4 octobre une chute de 5 % à 9 % à mi-séance : le gouvernement français ne pourrait plus leur apporter le même niveau de garanties s’il doit en même temps couvrir à très court terme le risque Dexia. Toutefois leur chute récente, liée à la baisse de perspective de couverture par le gouvernement français de leur exposition aux pertes, serait le résultat d’une forte introduction d’actions ce 4 octobre sur les marchés comme source de financement, ou serait rendu nécessaire par des acquisitions importantes d’actifs profitables mais chers (cas de Natixis dans ses investissements pharmaceutiques). Ce changement de stratégie des banques françaises (appel au marché actions gagé sur des valeurs non financières, plutôt qu'au coûteux marché obligataire qui affecte les résultats sur plusieurs années), pourrait être suivi par d'autres banques (y compris le groupe Dexia s’il devait persister), dont les cours seraient immédiatement affectés en raison d'une rentabilité par action réduite (voire nulle : suspension ou réduction sensible du volume des dividendes), même si les solides actifs acquis restent profitables et offrent de meilleures garanties de solvabilité à court et moyen terme, le temps de passer le choc de la crise des refinancements de crédits. Depuis plusieurs semaines ces grandes banques françaises cherchent toutes à se séparer de leurs filiales de gestion de portefeuille et de produits dérivés pour acquérir des actifs plus solides, mais peinent à trouver acheteur sur des marchés très volatils ; Dexia ne fait pas exception à cette volonté, mais doit agir dans un contexte très difficile et très concurrentiel où le groupe est très mal positionné pour réaliser des cessions suffisamment profitables (d'autant plus que les opérations d'acquisitions « à découvert » sont suspendues depuis des mois par les autorités de contrôle boursières afin de réduire la volatilité des cours).

### Belgique
Le 5 octobre 2011, il est révélé que la ville de Vilvorde a retiré 1 million d'euros de son compte Dexia. Or Jean-Luc Dehaene, le président du conseil d'administration de Dexia, fut le bourgmestre de la ville de 2000 à 2007.

### Rémunérations

#### Indemnités de départ d'Axel Miller
Lors de son départ forcé, en octobre 2008, Axel Miller avait droit, à 3,7 millions d'euros d'indemnité de départ en vertu d'un parachute doré présent dans son contrat. À la suite notamment du veto du président Nicolas Sarkozy, Axel Miller avait déclaré y renoncer formellement et s'en remettre « à la sagesse du conseil d’administration ». Le conseil d’administration de Dexia décide de lui octroyer une indemnité d’un an de salaire fixe (825 000 €), en contradiction avec les déclarations du président Nicolas Sarkozy.
Le ministère des Finances français assure en avril 2009 avoir voté contre, mais que ses représentants étaient en minorité.

#### Salaire de Pierre Mariani
Le successeur d'Axel Miller, Pierre Mariani, s’est octroyé un salaire fixe en hausse de 30 % par rapport à Axel Miller.
Le conseil d’administration de Dexia accepte « à l’unanimité » le 13 novembre 2008 de porter à un million d’euros le salaire annuel du directeur général et de fixer à 2,25 millions d’euros son bonus maximum. Axel Miller ne touchait « que » 825 000 € de fixe, et son bonus était plafonné à 1,8 million d'euros. C’est le comité des rémunérations, composé notamment de Denis Kessler, ex-numéro 2 du Medef, et d’Augustin de Romanet, directeur général de la Caisse des dépôts, qui a fait ces propositions.
Selon l'article des Échos du 10 avril 2012, Pierre Mariani a vu sa rémunération chuter de 23 % en 2011. Il a perçu près de 1,385 million d'euros contre 1,8 million d'euros un an plus tôt, conformément à l'engagement de la banque de suspendre le paiement de la part variable des membres de son comité de direction.

#### Bonus 2008
Une enveloppe est allouée aux bonus des cadres dirigeants de la partie française de l’entreprise Dexia Crédit local. Elle atteint 8 millions d’euros, principalement versés aux cadres de direction. En interne, la direction a indiqué que l’enveloppe a été partagée entre 400 et 765 salariés, principalement le top 100 de la banque,.

#### Golden hello
Philippe Rucheton, le directeur financier nommé en avril 2009 venant de la Société générale, touche 500 000 € de prime d'arrivée (golden hello),.

#### Retraite-chapeau
L'ancien patron du groupe Dexia, le Français Pierre Richard, touche actuellement[Quand ?] une retraite-chapeau de 583 000 €. Son contrat prévoit le versement d'une rente annuelle pendant 20 ans, revalorisée chaque année, correspondant à 75 % de son salaire de référence lors de ses deux dernières années dans le groupe. C'est un montant total de 3,6 millions d'euros qui lui a été versé depuis 2006.
Selon Le Monde daté du 12 avril 2012, le conseil d'administration de Dexia, à la suite de la demande du représentant de l'État à ce conseil, a confié à un cabinet d'avocats le soin d'examiner la faisabilité du remboursement de cette retraite-chapeau. L'état-major de Dexia s'est dit décidé à faire aboutir la démarche et n'exclut pas de porter plainte contre Pierre Richard.
En parallèle, Le Journal du dimanche du 19 janvier 2014 titrait "Sauvée par l'État, Dexia augmente trois dirigeants de 30%". Pierre Moscovici réagi à l'Assemblée nationale parlant de « décision incompréhensible » et demandant aux instances du groupe de réexaminer celle-ci.